# 海爾巴默河
47°39′24.15″N 10°59′41.43″E / 47.6567083°N 10.9948417°E

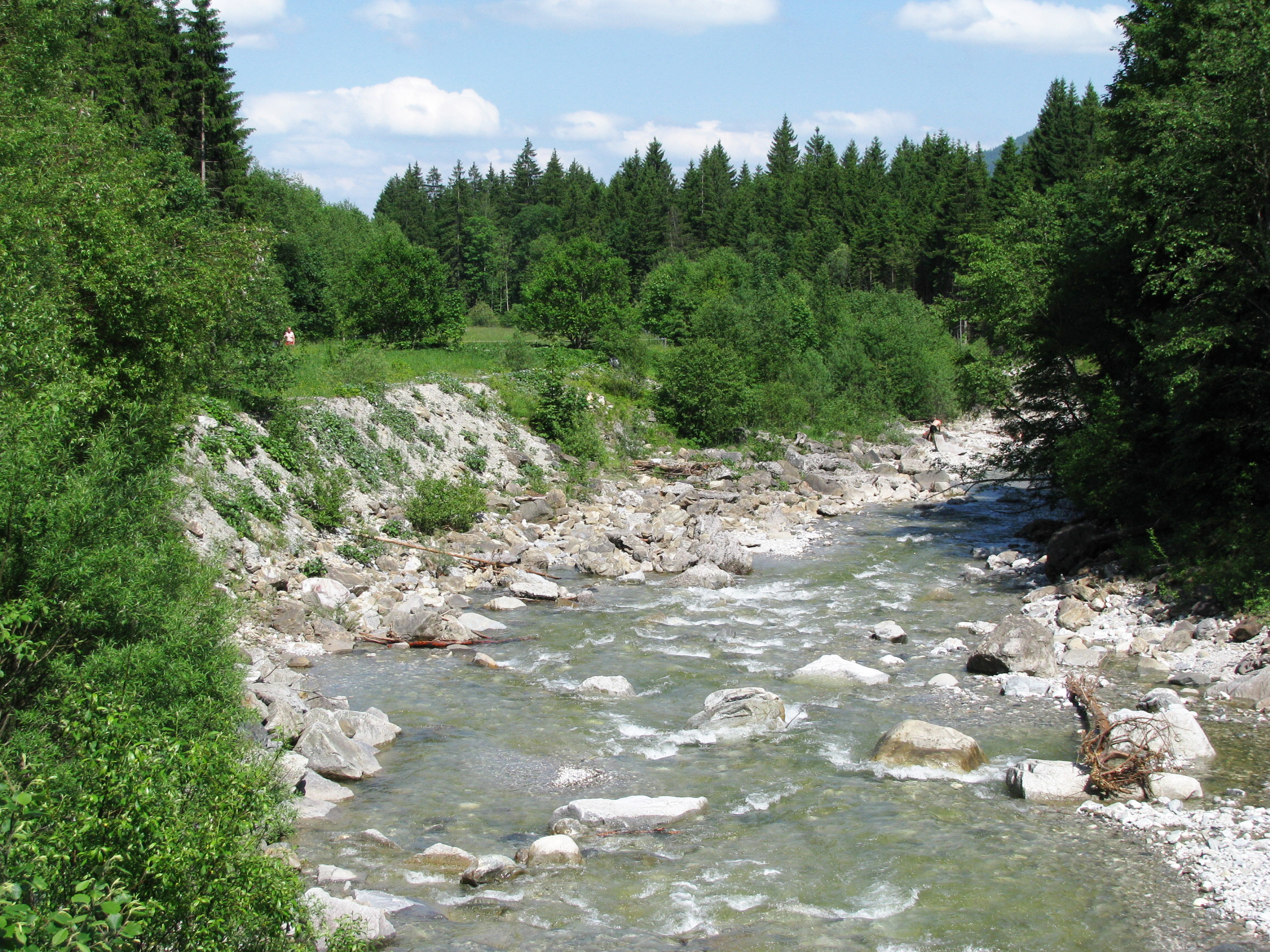

海爾巴默河是德國的河流，位於該國東南部，由巴伐利亞負責管轄，屬於安珀河的左支流，河道全長11.8公里，流域面積48.7平方公里，發源自阿默高山脈。